# Betty Oyella Bigombe
Betty Oyella Bigombe, còn được gọi là Betty Atuku Bigombe (sinh ngày 21 tháng 10 năm 1952), là Giám đốc cấp cao về Xung đột và bạo lực tại Ngân hàng Thế giới. Bà được bổ nhiệm vào vị trí đó vào tháng 6 năm 2014. Từ tháng 5 năm 2011 cho đến tháng 6 năm 2014, bà là Bộ trưởng Bộ Tài nguyên Nước trong Nội các Uganda. Bà được bổ nhiệm vào vị trí đó vào ngày 27 tháng 5 năm 2011. Trong cùng một khung thời gian, bà đồng thời phục vụ với tư cách là Nghị viên Quốc hội (MP), đại diện cho khu vực bầu cử của phụ nữ quận Amuru. Bà đã từ chức cả hai vị trí này vào ngày 1 tháng 6 năm 2014.

## Bối cảnh và giáo dục
Betty Bigombe được sinh ra ở quận Amuru, ngày 21 tháng 10 năm 1952, trở lại khi nó là một phần của Quận Acholi. Bà là một trong mười một đứa con của cha cô, một y tá. Bà là người dân tộc Acholi. Bigombe học trường trung học Gayaza cho các nghiên cứu O-Level, tốt nghiệp năm 1968 và Trinity College Nabbingo cho chương trình A-Level, tốt nghiệp năm 1970. Bà vào Đại học Makerere, trường đại học công lập lâu đời nhất Uganda, tốt nghiệp Cử nhân Văn học Xã hội Khoa học, vào năm 1974. Sau đó, bà theo học Trường Chính phủ Kennedy tại Đại học Harvard, ở Cambridge, Massachusetts ở Hoa Kỳ. Bà tốt nghiệp với bằng Thạc sĩ Hành chính công. Các nghiên cứu của bà tại Harvard được tài trợ học bổng của Viện Phát triển Quốc tế Harvard.

## Nghề nghiệp
Từ năm 1981 đến năm 1984, bà làm thư ký công ty của Tổng công ty khai thác mỏ Uganda, một công ty di sản của chính phủ. Từ năm 1986 đến năm 1996, bà phục vụ trong Quốc hội Uganda như một thành viên của Quốc hội. Năm 1988, bà được bổ nhiệm làm Bộ trưởng Bộ Ngoại giao Bắc Uganda, đòi hỏi bà phải chuyển nơi cư trú tới Gulu, thành phố lớn nhất ở miền Bắc Uganda.